# Kalyanavati
Kalyanavati av Polonnaruwa, var regerande drottning i kungadömet Polonnaruwa på Sri Lanka från 1202 till 1208.
Hon var gift med kung Sahassa Malla (r. 1187-1196). 
År 1202 avsattes hennes före detta svåger kung Sahassa Malla av general Ayasmantha, som placerade henne på tronen som regerande drottning. Hon regerade i sex år. Det var i själva verket Ayasmantha som skötte statens affärer, men hennes regeringsår beskrivs som lugna och fridfulla, och hon uppges ha gynnat heliga platser och uppfört i varje fall ett tempel.
Hon efterträddes 1208 av den tre månader gamla kung Dharmasoka. Det är okänt hur hennes regeringstid slutade, men det förmodas ibland att hon avsattes av Ayasmantha, som fortsatte att regera som Dharmasokas regent.